# Can-Can (film)

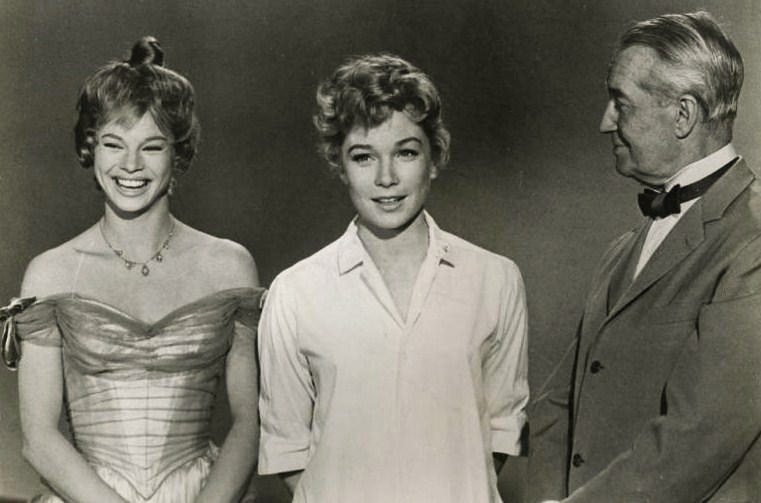
Juliet Prowse, Shirley MacLaine și Maurice Chevalier pe platoul de filmare

Can-Can (titlul original: în engleză Can-Can) este un film de comedie muzicală american, realizat în 1960 de regizorul Walter Lang, 
după comedia muzicală Can-Can de Cole Porter (muzica și textul) și Abe Burrows (libretul), creată pentru Broadway în 1953. Protagoniștii filmului sunt actorii Frank Sinatra, Shirley MacLaine, Maurice Chevalier și Louis Jourdan.

## Rezumat
Simone Pistache, proprietara unui club de noapte din Montmartre, organizează în clubul ei spectacolul can-can, un dans interzis, sub protecția avocatului și iubitului ei François Durnais, care dă mită poliției. Un tânăr judecător sosit în oraș găsește o modalitate de a închide localul, dar se confruntă cu un eveniment neașteptat: se îndrăgostește de Simone.

## Distribuție
- Frank Sinatra – François Durnais
- Shirley MacLaine – Simone Pistache
- Maurice Chevalier – Paul Barrière
- Louis Jourdan – Philippe Forrestier
- Marcel Dalio – André
- Juliet Prowse – Claudine
- Nestor Paiva – executorul judecătoresc
- Leon Belasco – Arturo, conducătorul orchestrei
- Jean Del Val – Juge Merceaux
- Ann Codee – președintele ligii
- Maurice Marsac – Bailiff (nemenționat)
- Eugene Borden – ofițerul de poliție Chevrolet (nemenționat)

## Melodii din film
Sinatra și Shirley MacLaine cântă un duet Let's Do It (Let's Fall in Love). Alte melodii cunoscute sunt I love Paris și C'est magnifique. Muzica lui Cole Porter nu se aude în original, ci într-un aranjament al lui Nelson Riddle, care a dirijat și orchestra de film.

## Premii și nominalizări

### Premii
- Laurel Awards 1960:
  - Premiul pentru cea mai bună interpretă muzicală lui Shirley MacLaine,
  - Premiul pentru cel mai bun interpret muzical lui Frank Sinatra,
  - Premiul pentru cea mai bună muzică.
- Grammy Awards 1961: premiu pentru cel mai bun album de muzică de film sau coloana sonoră de film în cinema sau televiziune lui Cole Porter.
- 1962: [Círculo de Escritores Cinematográficos|Cercul Scriitorilor de Film]] – premiul pentru cea mai bună actriță străină Shirley MacLaine.

### Nominalizări
- Laurel Awards 1960:
  - Juliet Prowse nominalizată la premiul pentru cea mai bună interpretă muzicală (locul 5),
  - Maurice Chevalier nominalizat la premiul pentru cel mai bun interpret muzical (locul 5).
- Directors Guild of America 1961 – Walter Lang nominalizat la premiul pentru cea mai bună regie.
- Globul de Aur 1961 – film nominalizat pentru Premiul Globul de Aur pentru cel mai bun film (muzical/comedie).
- Oscar 1961 :
  - Irene Sharaff nominalizată pentru Cele mai bune costume,
  - Nelson Riddle nominalizat pentru Cea mai bună coloană sonoră.
- Sindicatul Scenariștilor Americani 1961 – Dorothy Kingsley și Charles Lederer nominalizați pentru Premiul pentru cel mai bun scenariu de film muzical american.